# Heilende Architektur
Als Heilende Architektur (englisch healing architecture) wird in der Architektur von Gesundheitsbauten ein planerischer Ansatz bezeichnet, mit dem das körperliche und seelische und Wohlbefinden von Patienten, Personal und Angehörigen gestärkt werden soll.

## Begriffsentstehung
Wegbereiter für das Konzept der heilenden Architektur war eine 1984 im Wissenschaftsmagazin Science veröffentlichte Studie des Architekturprofessors Roger Ulrich, in der zwei Gruppen von Patienten verglichen wurden, die im Krankenhaus nach identischen Operationen durch ihre Zimmerfenster entweder auf einen Park mit Bäumen oder auf die Betonmauer des Nachbargebäudes sehen konnten. Patienten, die auf den Park sehen konnten, benötigten deutlich weniger Schmerzmittel, litten seltener an Depressionen und konnten im Schnitt einen Tag früher nach Hause entlassen werden, als die Patienten der Vergleichsgruppe. In der Folgezeit erschienen zahlreiche weitere Studien, die sich mit ähnlichen Fragestellungen befasst haben.
In ihrem 2009 erschienenen Buch „Heilende Architektur“ definierten Frandsen und Mullins heilende Architektur als unterstützenden Faktor in dem menschlichen Heilungsprozess.
Das Fachgebiet „Entwerfen von Krankenhäusern und Bauten des Gesundheitswesens“ des Instituts für Architektur an der TU Berlin unter Leitung von Christine Nickl-Weller behandelt Heilende Architektur seit 2009 als einen seiner Forschungsschwerpunkte und publizierte 2013 den Tagungsband „Health Care der Zukunft 4: Healing Architecture“. Hier findet der Begriff „Healing Architecture“ im deutschsprachigen Raum zum ersten Mal Verwendung in einer Publikation. Es sind seitdem unter der Leitung von Christine Nickl-Weller eine Reihe von Symposien und Tagungen zu Healing Architecture durchgeführt worden, zum einen die Symposiumsreihe „Healthcare der Zukunft“ in Berlin in den Jahren 2010, 2012 und 2014, zum anderen die vom Bundesministerium für Gesundheit geförderten Expertentagungen Healing Architecture as Keynote in Foreign Health Economics, Berlin 2011; Healing Architecture, St. Petersburg 2013; Healing Architecture as Stepping Stone to Innovative Healthcare, Dubai 2015.

## Ziel und Inhalt
Heilende Architektur nimmt Bezug auf das Konzept der heilenden Umgebung, welches hauptsächlich auf Forschungsergebnisse der Neurowissenschaften und der Umweltpsychologie aufbaut, und erweitert dieses Konzept um architektonische Fragestellungen (z. B. baukonstruktive, programmatische und städtebauliche) und um die Perspektive der Nutzergruppe Personal, d. h. ärztliches und Pflegepersonal.
Das übergeordnete Ziel ist die Verbesserung der Qualität von Gesundheitsbauten durch eine den Bedürfnissen des Menschen folgende und dessen Genesung unterstützende Architektur. Die zentrale Fragestellung von Heilender Architektur lautet: Wie kann Architektur zur Heilung beitragen?  Konkret strebt Heilende Architektur Verbesserungen im Gesundheitswesen in folgenden Bereichen an:
- Genesungsprozess von Patienten
- Arbeitskonditionen des Personals
- Unterstützung durch Angehörige

Als Einflussfaktoren, die sich begünstigend in Gesundheitsbauten auswirken können, wurden Faktoren wie Licht (natürliches und künstliches), Farben, Naturbezug, die akustische Umgebung und die Luftqualität (Temperatur und Lüftung) identifiziert. In Bezug auf das architektonische Layout wird zum Beispiel die Wegeführung und deren Einfluss auf verbesserte Orientierung und damit zusammenhängend die Verminderung von Stress untersucht. Unterbringung in Einzelzimmern im Vergleich zu Mehrbettzimmern wird in Bezug zu Hygiene, Übertragung von Infektionen und Schlafverhalten gesetzt.
Christine Nickl-Weller und Hans Nickl stellen in ihrem Buch „Healing Architecture“ 10 Thesen zu Healing Architecture unter den Titeln: Basics, Identity, Social Justice, Urbanism, Politics, Program, Change, Space, Human, Challenges auf. Die 10 Thesen illustrieren die thematische Bandbreite, in der sich Healing Architecture bewegt.
Als ein forschungsbasierter Planungsansatz nennt Healing Architecture die Methode des Evidence-based Design, welche das Planen unter Berücksichtigung wissenschaftlich erwiesener Wechselwirkungen zwischen gebauter Umgebung und körperlichem und seelischen Wohlbefinden meint.